# Buslijn 146 (Rotterdam)
Buslijn 146 is een buslijn in de regio Rotterdam, die wordt geëxploiteerd door de RET. De lijn rijdt van het winkelcentrum en OV-knooppunt Zuidplein naar Ridderkerk en is een zogenaamde "Frequentbus" (6-4-2) en een sneldienst.

## Geschiedenis
De lijn reed in de tijd van Connexxion als sneldienst en spitslijn met het lijnnummer 246. Eind 2008 werd de lijn vernummerd in lijn 146 en ging ook buiten de spits rijden en werd geëxploiteerd door Qbuzz. Eind 2012 ging de exploitatie naar de RET en eind 2014 werd de lijn een frequentbus.  